# Colincamps
Colincamps település Franciaországban, Somme megyében. Lakosainak száma 83 fő (2022. január 1.). Colincamps Mailly-Maillet, Hébuterne, Sailly-au-Bois és Courcelles-au-Bois községekkel határos.

## Népesség
A település népességének változása:
| Lakosok száma | 82   | 87   | 90   | 88   | 89   | 87   | 87   | 87   | 83   |
|               | 2013 | 2015 | 2016 | 2017 | 2018 | 2019 | 2020 | 2021 | 2022 |